# Helen Duncan
Helen Duncan, ur. jako Victoria Helen MacFarlane, znana również jako Hellish Nell (ur. 28 listopada 1897 w Callander, zm. 6 grudnia 1956 w Edynburgu) – szkocka medium, ostatnia osoba skazana na podstawie brytyjskiego prawa Witchcraft Act 1735, znana z wytwarzania ektoplazmy ze ściereczki do produkcji sera.

## Biografia
Victoria Helen MacFarlane była córką Archibalda McFarlane'a i Isabelli Rattray. W szkole wzbudzała niepokój wśród innych uczniów swoimi straszliwymi przepowiedniami i histerycznymi zachowaniami, ku cierpieniu matki (członkini kościoła prezbiteriańskiego). Po ukończeniu edukacji pracowała w Dundee Royal Infirmary, a w 1916 roku poślubiła Henry'ego Duncana, stolarza i rannego weterana wojennego, który wspierał jej rzekome nadprzyrodzone talenty. Miała sześcioro dzieci. Pracowała w niepełnym wymiarze godzin w fabryce wybielaczy.

## Medium
W 1926 roku Helen Duncan przeszła z uprawiania jasnowidztwa do praktykowania spotkań jako medium, oferując seanse, podczas których twierdziła, że przywołuje duchy niedawno zmarłych osób, emitując ektoplazmę z ust.
W 1928 roku fotograf Harvey Metcalfe uczestniczył w serii seansów w domu Duncan. Podczas seansu wykonał zdjęcia Duncan i jej rzekomych duchów „materializujących się”, w tym jej przewodniczki duchowej „Peggy”. Fotografie ujawniły „duchy”, którymi okazały się być np. lalki wykonane z masek z papier-mache i udrapowanych starych prześcieradeł.
W 1931 r. London Spiritualist Alliance (LSA) zbadało działania Duncan. Badanie kawałków „ektoplazmy” ujawniło, że zrobiono ją ze ściereczki używanej w serowarstwie, papieru zmieszanego z białkiem jajka i papieru toaletowego sklejonych razem. Jedną ze sztuczek Duncan było połknięcie i cofnięcie części owej ektoplazmy. Komisja w raporcie stwierdziła, że „materiał został połknięty przez panią Duncan jakiś czas przed posiedzeniem, a następnie wydalony przez nią do celów wystawowych”. Kolejne badania próbek prowadził Harry Price, który w 1926 r. założył instytut zajmujący się osobami działającymi jako media. W 1931 r., na opłaconym przez Price`a seansie, Helen Duncan odmówiła poddania się prześwietleniu promieniami rentgena: wpadła w histerię, uciekła na ulicę. W swoim raporcie Price zamieścił informacje o fałszywej ektoplazmie zrobionej z wyciętych z gazet twarzy i  gumowych rękawiczek. Także była służąca Duncanów i sam mąż Helen przyznali się do wiedzy o oszustwach.

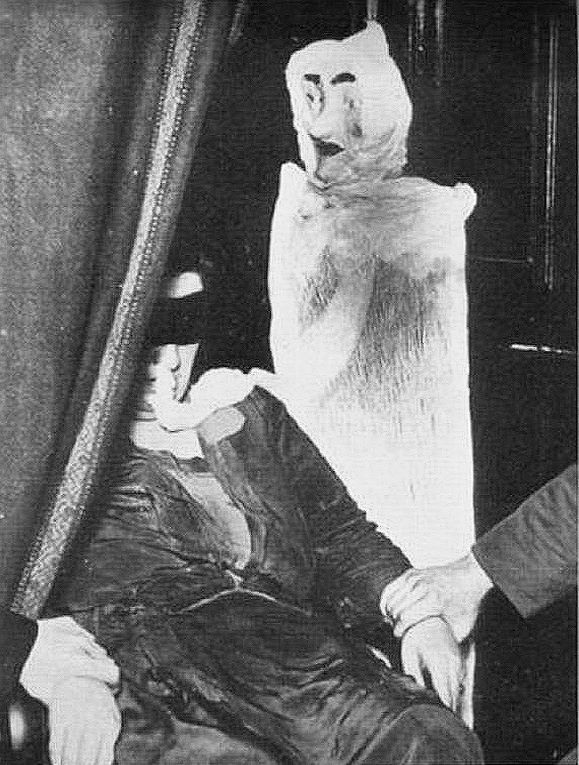
Zdjęcie demaskujące fałszywą ektoplazmę, 1928 r.

W kolejnych latach dochodziło do różnych demaskacji działań Duncan i obciążania jej karami finansowymi.

## Zatonięcie pancernika HMS "Barham"
W czasie II wojny światowej, w listopadzie 1941 r., Helen zorganizowała seans spirytystyczny w Portsmouth, podczas którego ogłosiła, że duch zmarłego żołnierza poinformował ją o zatonięciu pancernika HMS "Barham". To zwróciło uwagę dowódców armii, ponieważ informacja o niedawnej tragedii była trzymana w tajemnicy. Późniejsze śledztwo wykazało, że armia rozesłała powiadomienia do rodzin ofiar z nakazem zachowania milczenia, jednak w tak dużej grupie osób nie wszyscy zastosowali się do poleceń wojskowych: informacja dotarła i do Helen Duncan. W kolejnych miesiącach wyszły na jaw jej fałszerstwa, ujawniane przez zdegustowanych lub wnikliwych uczestników seansów.

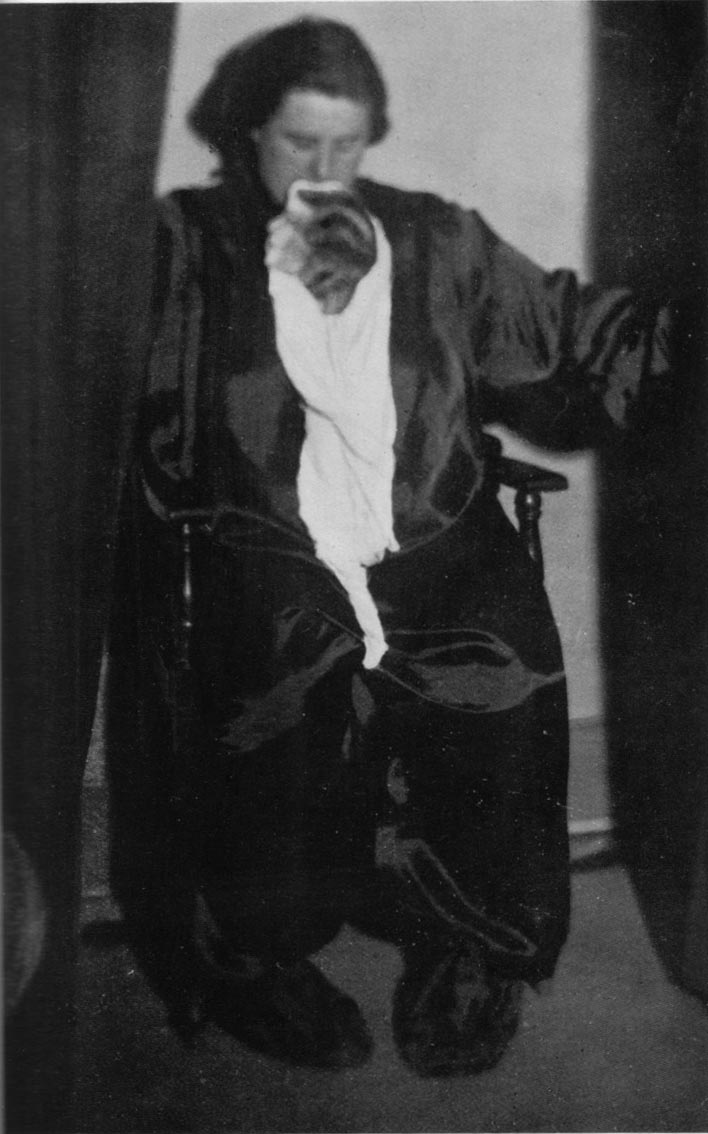
Zdjęcie ściereczki - "ektoplazmy". Aut. Harry Price, 1931 r.

## Witchcraft Act 1735
Helen Duncan początkowo została aresztowana na podstawie art. 4 Ustawy o włóczęgostwie z 1824 r. [Vagrancy Act 1824]. Władze uznały tę sprawę jednak za poważniejszą i ostatecznie przywołano sekcję 4 Witchcraft Act 1735 [Ustawa o czarach 1735], która dotyczyła oszukańczej działalności „duchowej”. Wraz z nią za spisek mający na celu naruszenie tego aktu przed sądem stanęli Ernest i Elizabeth Homer, którzy prowadzili ośrodek spirytystyczny w Portsmouth, oraz Frances Brown, która była agentką Duncan i chodziła z nią na seanse.
Postawiono siedem zarzutów: dwa dotyczące spisków zmierzających do naruszenia Ustawy o czarach, dwa polegające na pozyskiwaniu pieniędzy poprzez wyłudzenie i trzy dotyczące obrazy porządku publicznego. W 1944 Duncan została skazana na karę więzienia w wymiarze dziewięciu miesięcy, Brown na cztery miesiące. Usłyszawszy wyrok, Helen Duncan krzyknęła: Nic nie zrobiłam! Czy Bóg w ogóle istnieje?
Po werdykcie Winston Churchill napisał notatkę do sekretarza spraw wewnętrznych Herberta Morrisona, narzekając na niewłaściwe wykorzystanie zasobów sądowych w związku z „przestarzałymi głupotami” tego oskarżenia.
Helen Duncan przyrzekła nie prowadzić już więcej działalności spirytystycznej po wyjściu na wolność, jednak w 1956 r. zorganizowała ponownie seans i została aresztowana.